# Marc Agapit
Pour les articles homonymes, voir Agapit et Sobra.
Adrien Sobra, plus connu sous le nom de plume de Marc Agapit, né à Néfiach (Pyrénées-Orientales) le 12 octobre 1897 et mort le 21 septembre 1985  à La Valette-du-Var, est un écrivain français, qui s'est surtout illustré comme auteur de romans fantastiques.

## Biographie
Professeur d'anglais, Adrien Sobra publie plusieurs livres avant et après-guerre sous son vrai nom ou sous le pseudonyme d'Ange Arbos. 
C'est après avoir pris sa retraite de l'éducation nationale qu'il s'engage pleinement dans une carrière littéraire. Il signe plusieurs romans policiers et de science-fiction mais c'est en tant qu'auteur de fantastique et d'épouvante qu'il devient véritablement connu. Sous le pseudonyme de Marc Agapit, il devient l'un des principaux auteurs de la collection Angoisse des éditions Fleuve noir. 
Contrairement à la plupart des auteurs du Fleuve noir, Marc Agapit signe dans une seule collection et s'illustre dans un seul genre. Entre 1958 et 1974, il publie 43 romans d'horreur dans la collection Angoisse. Il cesse de publier après la fin de cette collection, dont il a été l'un des auteurs les plus réputés.

## Œuvres
Sous son nom
- Le Valet, Paris, Éditions Bordas, 1949, 307 p. (BNF 32637526)
- Portes sur l'inconnu, Paris, Éditions Métal, 1956, 191 p. (BNF 32637525)
- Morts sans fleurs, Paris, Éditions Métal, 1956, 191 p. (BNF 32637524) réédité sous le titre Du plomb brûlant, Paris, Éditions Bel-Air, 1964
- L'Universo fantasma, Italie, Éditions Mondadori, 1957 (Inédit en France)

Sous le pseudonyme de Marc Agapit
- Agence tous crimes, Paris, Éditions Fleuve Noir, 1958,coll. « Angoisse », 223 p. (BNF 31702252)
- Greffe mortelle, Paris, Éditions Fleuve Noir, 1958,coll. « Angoisse », 223 p. (BNF 31702255)
- La Bête immonde…, Paris, Éditions Fleuve Noir, 1959,coll. « Angoisse », 222 p. (BNF 31702253)
- Le Doigt de l'ombre…, Paris, Éditions Fleuve Noir, 1959,coll. « Angoisse », 223 p. (BNF 31702254)
- Puzzle macabre, Paris, Éditions Fleuve Noir,1959, coll. « Angoisse » (BNF 32953845)
- Piège infernal, Paris, Éditions Fleuve Noir,1960, coll. « Angoisse » (BNF 32953847)
- Le Visage du spectre, Paris, Éditions Fleuve Noir,1960, coll. « Angoisse » (BNF 32953850)
- Nuits rouges, Paris, Éditions Fleuve Noir,1960, coll. « Angoisse » (BNF 32953854)
- Opéra de la mort, Paris, Éditions Fleuve Noir,1960, coll. « Angoisse » (BNF 32953856)
- Complexes, Paris, Éditions Fleuve Noir, 1962,coll. « Angoisse » (BNF 32953868)
- Ténèbres, Paris, Éditions Fleuve Noir,1962, coll. « Angoisse » (BNF 32953873)
- Phantasmes, Paris, Éditions Fleuve Noir,1962, coll. « Angoisse » (BNF 32953877)
- École des monstres, Paris, Éditions Fleuve Noir,1963,coll. « Angoisse » (BNF 32953885)
- Guignol tragique, Paris, Éditions Fleuve Noir,1964, coll. « Angoisse » (BNF 32953891)
- Le Voyage en rond, Paris, Éditions Fleuve Noir, 1964,coll. « Angoisse » (BNF 32953899)
- La Nuit du minotaure, Paris, Éditions Fleuve Noir,1965, coll. « Angoisse » (BNF 32953904)
- Les Yeux braqués, Paris, Éditions Fleuve Noir,1965, coll. « Angoisse » (BNF 32953908)
- Le Fluide magique, Paris, Éditions Fleuve Noir,1965, coll. « Angoisse » (BNF 32953911)
- L’Appel de l'abîme, Paris, Éditions Fleuve Noir,1966, coll. « Angoisse » (BNF 32953914)
- La Guivre, Paris, Éditions Fleuve Noir,1966,coll. « Angoisse » (BNF 32953917)
- La Ville hallucinante, Paris, Éditions Fleuve Noir,1966, coll. « Angoisse » (BNF 32953919)
- Monsieur Personne, Paris, Éditions Fleuve Noir,1966, coll. « Angoisse » (BNF 32953923)
- L’Île magique, Paris, Éditions Fleuve Noir,1967, coll. « Angoisse » (BNF 32953928)
- Les Santons du diable, Paris, Éditions Fleuve Noir,1968, coll. « Angoisse » (BNF 32953934)
- Parade des morts-vivants, Paris, Éditions Fleuve Noir,1968, coll. « Angoisse » (BNF 32953937)
- La Goule, Paris, Éditions Fleuve Noir,1968, coll. « Angoisse » (BNF 32953941)
- La Dame à l'os, Paris, Éditions Fleuve Noir,1969, coll. « Angoisse » (BNF 32953945)
- La Poursuite infernale, Paris, Éditions Fleuve Noir,1969, coll. « Angoisse » (BNF 32953949)
- Opération lunettes magiques, Paris, Éditions Fleuve Noir,1970, coll. « Angoisse »
- L'Antichambre de l'au-delà, Paris, Éditions Fleuve Noir,1970, coll. « Angoisse »
- Le Mur des aveugles, Paris, Éditions Fleuve Noir,1970, coll. « Angoisse ».
- Le Poids du monde, Paris, Éditions Fleuve Noir,1970, coll. « Angoisse ».
- Une sorcière m'a dit, Paris, Éditions Fleuve Noir,1970, coll. « Angoisse ».
- L'héritage du diable, Paris, Éditions Fleuve Noir,1971, coll. « Angoisse ».
- Le Pays des mutants, Paris, Éditions Fleuve Noir,1971, coll. « Angoisse ».
- L'Ogresse, Paris, Éditions Fleuve Noir,1972, coll. « Angoisse ».
- La Croix de Judas, Paris, Éditions Fleuve Noir,1972, coll. « Angoisse ».
- Le Temps des miracles, Paris, Éditions Fleuve Noir,1972, coll. « Angoisse ».
- La Bouche d'ombre, Paris, Éditions Fleuve Noir,1973, coll. « Angoisse ».
- Le Miroir truqué, Paris, Éditions Fleuve Noir,1973, coll. « Angoisse ».
- Les Ciseaux d'Atropos, Paris, Éditions Fleuve Noir,1973, coll. « Angoisse ».
- Le Chasseur d'âmes, Paris, Éditions Fleuve Noir, 1974, coll. « Angoisse »,218 p.
- Le Dragon de lumière, Paris, Éditions Fleuve Noir, 1974, coll. « Angoisse »,218 p.

Sous le pseudonyme d’Ange Arbos
- La Juive d’Oran, Paris, Éditions La Pensée latine, 1925 (BNF 41619609)
- L’Épouvantable piège, Paris, Ferenczi & fils Éditeurs, coll. « Police », 1935 (BNF 31727729)
- L’Esprit de la boîte aux lettres, Paris, Ferenczi & fils Éditeurs, coll. « Police et Mystère »,1935 (BNF 31727730)
- Le Robot fantôme, Paris, Ferenczi & fils Éditeurs, coll. « Police »,1935 (BNF 31727732)
- La Tour du silence, Paris, Ferenczi & fils Éditeurs, coll. « Police »,1935 (BNF 31727733)
- La Maison du Robot, Paris Ferenczi. Coll " Mon roman policier " n° 180. 1951.